# Campeonato de España de Ciclismo en Ruta 1938
El XXXVII Campeonato de España de Ciclismo en Ruta se disputó en Bilbao el 24 de agosto de 1938.
El ganador fue el corredor Fermín Trueba se impuso en la prueba. Francisco Goenaga y Francisco Aresti completó el podio.

## Clasificación final
| Pos. | Ciclista          | Equipo | Tiempo    |
| ---- | ----------------- | ------ | --------- |
| 1.   | Fermín Trueba     | -      | 2h 53'24" |
| 2.   | Francisco Goenaga | -      | a 2'48"   |
| 3.   | Francisco Aresti  | -      | a 7'56"   |